# Ytterhogdal
Ytterhogdal – miejscowość (tätort) w Szwecji, w regionie administracyjnym (län) Jämtland, w gminie Härjedalen.
Według danych Szwedzkiego Urzędu Statystycznego liczba ludności wyniosła: 534 (31 grudnia 2015), 507 (31 grudnia 2018) i 496 (31 grudnia 2019).